# John Christopher Willis
John Christopher Willis (* 20. Februar 1868 in Birkenhead bei Liverpool; † 21. März 1958) war ein britischer Botaniker. Sein offizielles botanisches Autorenkürzel lautet „Willis“.

## Leben und Wirken
Willis studierte an der Universität Liverpool (University College) und an der Universität Cambridge (Gonville and Caius College). 1896 wurde er Direktor des Botanischen Gartens in Peradeniya auf Ceylon (er gründete auch die Annals of the Royal Botanical Gardens, Peradeniya) und 1912 Direktor des Botanischen Gartens von Rio de Janeiro. Ab 1915 war er wieder in Cambridge. Später zog er nach Montreux.
In seiner Zeit in Ceylon entwickelte er die Age and Area Hypothese: die von den Pflanzen besiedelten Flächen entsprechen dem Alter der Art, was aber durch Klimabedingungen, lokale Barrieren und den Einfluss des Menschen stark beeinflusst werden kann. Auf Kritik (zum Beispiel von Edmund Ware Sinnott, Edward W. Berry, Merritt Lyndon Fernald, Philip P. Calvert) antwortend spezifizierte er die Hypothese dahingehend, dass sie nicht für einzelne Arten, sondern eine eng verwandte Gruppe von Arten gelte. Die Hypothese gilt heute als überholt.
Er war auch ein Kritiker der natürlichen Auslese. Nach ihm entstanden neue Arten durch Mutation (Änderung an den Chromosomen) und die Evolution war weniger graduell als sprunghaft. Er vertrat eine Version von Orthogenese.
Er veröffentlichte unter anderem über Podostemaceae.
Von 1901 bis 1911 war er Herausgeber der Annals of the Royal Botanic Gardens, Peradenya und von 1924 bis 1939 Herausgeber des Empire Growing Cotton Review.

## Ehrungen
1958 erhielt er postum die Darwin-Wallace-Medaille. Er war Fellow der Royal Society (1919) und Fellow der Linnean Society of London (1897).
Nach ihm ist die Pflanzengattung Willisia Warm. aus der Familie der Podostemaceae benannt.

## Schriften
- Studies in the Morphology and Ecology of the Podostemaceæ of Ceylon and India. 1902 (Digitalisat)
- A Manual and Dictionary of the Flowering Plants and Ferns, 2 Bände, 1908
- Agriculture in the tropics. An elementary treatise, 1909
- The Distribution of Species in New Zealand, 1916
- The Relative Age of Endemic Species and Other Controversial Points, 1917
- Age and Area: A Study of Geographical Distribution and Origin of Species, 1922
- The Course of Evolution by Differentiation Or Divergent Mutation Rather Than by Selection, 1940
- The Birth and Spread of Plants, 1949

als Herausgeber: 
- Annals of the Royal Botanic Gardens, Peradenya. I, Colombo und London 1901/02 (Digitalisat)
- Annals of the Royal Botanic Gardens, Peradenya. II, Colombo und London
- Annals of the Royal Botanic Gardens, Peradenya. III, Colombo und London 1906 (Digitalisat)
- Annals of the Royal Botanic Gardens, Peradenya. IV, Colombo und London 1907/10 (Digitalisat)
- Annals of the Royal Botanic Gardens, Peradenya. V, Colombo und London 1911/14 (Digitalisat)